# الجران (بعدان)

تعديل مصدري - تعديل

الجران محلة تابعة لقرية الخرابة، التابعة لعزلة بني منصور بمديرية بعدان إحدى مديريات محافظة إب في الجمهورية اليمنية، بلغ تعداد سكانها 37 حسب تعداد اليمن لعام 2004.